# Ghiczy János
Ghiczy János (? – Gyulafehérvár, 1589. január 7.) katona és politikus.

## Élete
Ghiczy János egy dunántúli birtokos családból (Ghyczi és Assa, s Ablanczkürti) származott, mely eredetét a Veszprém megyei Gicz (ma puszta) helységről, a család ősi birtokáról vette.
Apja Ghyczy Lénárt, anyja Waghy Sára volt, kiknek négy fiúgyermeke közül György 1564-ben Érsekújváron kapitány, Józsa nyitrai kapitány, Farkas stenisnáczi várkapitány, s végül János, aki váradi kapitány és erdélyi gubernátor (kormányzó) volt.
Ghiczy János 1566-tól a gyulai várban szolgált hadnagyként, majd amikor a vár elesett, Erdélybe menekült, és János Zsigmond szolgálatába állt, aki nagy birtokadományokkal látta el, majd később Báthory István ugyancsak nagy birtokadományokkal jutalmazta szolgálatait. Így került birtokába 1569-ben Léta vára is, amelyet helyreállított, s amelyet később róla neveztek el Géczi-várnak.
1577-ben Báthori István követe volt a temesvári pasánál, 1576-tól a váradi vár kapitánya, majd a kiskorú Báthory Zsigmond idején 1585. májusától 1588. decemberéig Erdély kormányzója. Lemondása után ő lett a fejedelem első tanácsosa és az ország generálisa.